# Paul Ott (Schriftsteller)
Paul Ott (* 16. Mai 1955 in Romanshorn), Pseudonym Paul Lascaux, ist ein Schweizer Schriftsteller, Herausgeber, Literaturwissenschaftler und Gymnasiallehrer.

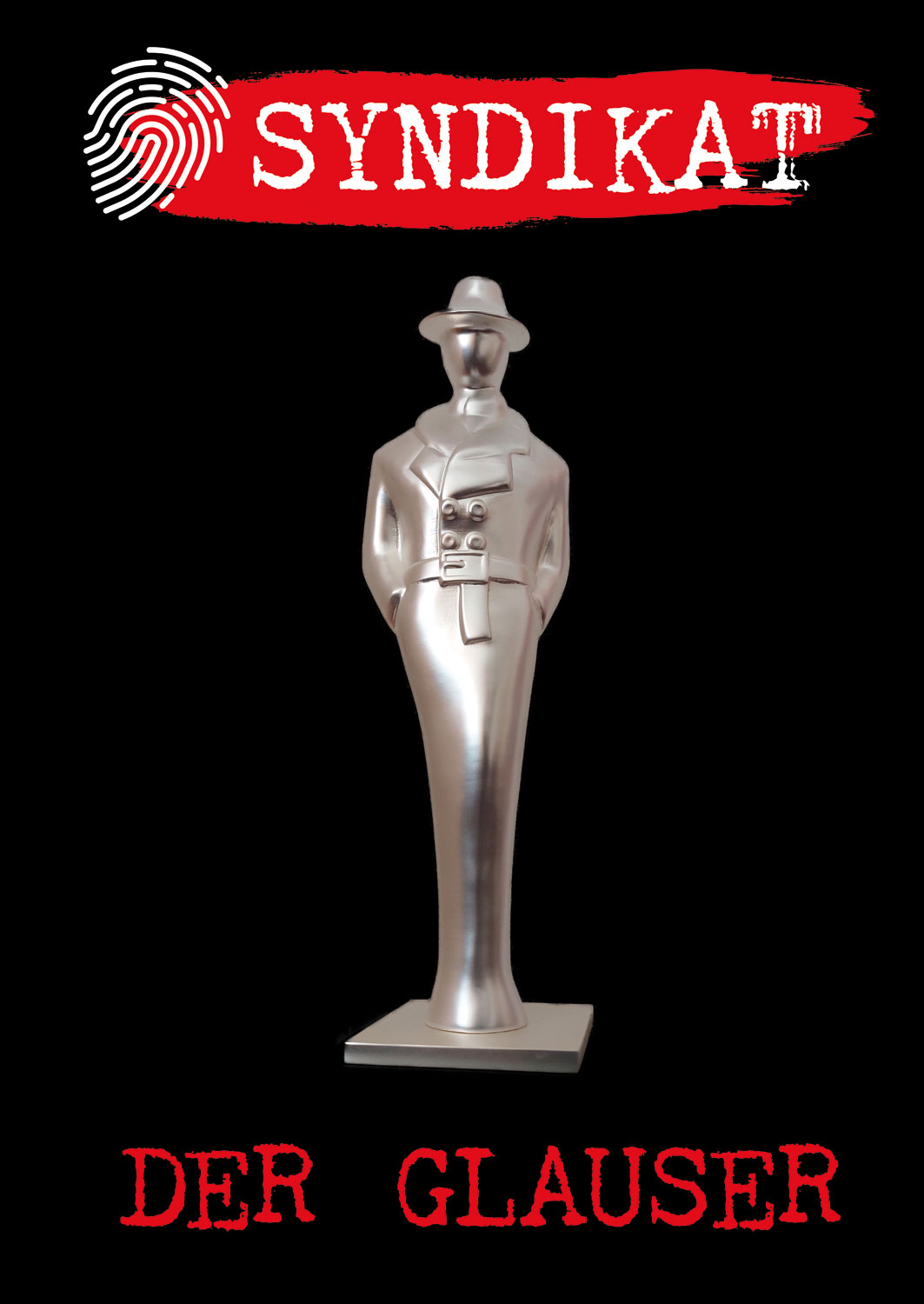
Ehren-Glauser 2024 für Paul Ott

## Biografie
Paul Ott wuchs in Goldach am Bodensee und in St. Gallen auf. Seit 1974 lebt er in Bern. 1979 erlangte er das Lizentiat an der Universität Bern in Germanistik und Kunstgeschichte. Ab 1980 war er in verschiedenen Anstellungen als Lehrer tätig. 1984 folgte das Gymnasiallehrerpatent. Seit Mitte der 1980er Jahre schreibt er unter dem Pseudonym Paul Lascaux Kriminalromane und Kriminalgeschichten, deren Handlungsorte meist die Stadt Bern oder Gemeinden und Gegenden im Kanton Bern darstellen. Neben seinen Kriminalromanen und Kurzkrimis ist Ott auch Herausgeber und Mitautor diverser Sachbücher. Insbesondere ist er der Verfasser von Mord im Alpenglühen, das Standardwerk zum Schweizer Kriminalroman. Ausserdem ist er Initiator des Schweizer Krimifestivals Mordstage, das ab 2001 mehrmals stattgefunden hat und Mitbegründer des Schweizer Krimiarchives, das seit 2021 in Grenchen besucht werden kann. 
Ott ist Mitglied im Krimi Schweiz – Verein für schweizerische Kriminalliteratur und beim Syndikat.

## Auszeichnungen
- 2011: Spezialpreis der Literaturkommission der Stadt Bern an Paul Ott (Verdienst um den Kriminalroman).
- 2020: Literarische Auszeichnung des Kantons Bern (Spezialpreis) für seine Geschichte des schweizerischen Kriminalromans Mord im Alpenglühen.[2]
- 2024: Die Jury des Syndikats hat Ott in Würdigung seines herausragenden Engagements für die deutschsprachige Krimiszene den Ehren-Glauser zuerkannt.[3][4]

## Werke (Auswahl)
als Paul Ott (Autor)
- Mord im Alpenglühen. Der Schweizer Kriminalroman – Geschichte und Gegenwart. NordPark , Wuppertal 2005, ISBN 978-3-935421-14-0.
  - NA unter demselben Titel: Chronos Verlag, Zürich 2020, ISBN 978-3-0340-1584-4

als Paul Lascaux
- Salztränen. Kriminalroman. Gmeiner-Verlag, Meßkirch 2008, ISBN 978-3-8392-3085-5
- Wursthimmel. Müllers zweiter Fall. Gmeiner, Meßkirch 2008, ISBN 978-3-8392-3051-0
- Feuerwasser. Müllers dritter Fall. Gmeiner, Meßkirch 2009, ISBN 978-3-8392-1011-6
- Gnadenbrot. Müllers vierter Fall. Gmeiner, Meßkirch 2010, ISBN 978-3-8392-1087-1
- Mordswein. Müllers fünfter Fall. Gmeiner, Meßkirch 2011, ISBN 978-3-8392-1189-2
- Schokoladenhölle. Müllers sechster Fall. Gmeiner, Meßkirch 2013, ISBN 978-3-8392-1391-9
- Burgunderblut. Ein Fall für Müller & Himmel. Gmeiner, Meßkirch 2014, ISBN 978-3-8392-1602-6
- Nelkenmörder. Gmeiner, 2015, ISBN 978-3-8392-1770-2
- Goldstern: Ein Fall für Müller & Himmel. Gmeiner, 2016, ISBN 978-3-8392-1957-7
- Die sieben Weisen von Bern. Gmeiner, 2018, ISBN 978-3-8392-5598-8
- Der Tote vom Zibelemärit. Gmeiner. 2019, ISBN 978-3-8392-5966-5
- Schwarzes Porzellan. Gmeiner, 2020, ISBN 978-3-8392-6304-4
- Emmentaler Alpträume. Gmeiner, 2021, ISBN 978-3-8392-2819-7
- Berner Totentanz. Gmeiner, 2022, ISBN 978-3-8392-0106-0
- Berner Strategie. Gmeiner, 2023, ISBN 978-3-8392-0339-2
- Berner Gerechtigkeit. Gmeiner, 2024, ISBN 978-3-8392-0559-4
- Berner Revolte. Gmeiner, 2025, ISBN 978-3-7349-3178-9

als Paul Ott (Herausgeber)
- Gotthelf lesen. Auf dem Weg zum Original. Hep-Verlag, Bern 2004, ISBN 3-03905-079-6.
- Gefährliche Nachbarn. 20 Kurzkrimis aus dem schweizerisch-deutschen Grenzgebiet. Gmeiner, Meßkirch 2009, ISBN 978-3-89977-794-9.
- Sterbenslust. 21 Erotische Kriminalgeschichten. Gmeiner, Meßkirch 2010, ISBN 978-3-8392-1057-4.
- MordsSchweiz. Gmeiner, Messkirch 2021, ISBN 978-3-8392-0061-2.
- MordsSchweiz 2. Gmeiner, Messkirch 2023, ISBN 978-3-8392-0496-2.